# Samal (Bataan)
Pour les articles homonymes, voir Samal.
Samal est une municipalité de la province de Bataan, dans l'ouest de l'île philippine de Luçon.
Samal compte 14 barangays :
- East Calaguiman (Pob.)
- East Daang Bago (Pob.)
- Ibaba (Pob.)
- Imelda
- Lalawigan
- Palili
- San Juan (Pob.)
- San Roque (Pob.)
- Santa Lucia
- Sapa
- Tabing Ilog
- Gugo
- West Calaguiman (Pob.)
- West Daang Bago (Pob.)